# John Gibson (Naturbahnrodler)
John Gibson (* 14. Juli 1980 in Calgary, Alberta) ist ein kanadischer Naturbahnrodler. Er fährt nur im Einsitzer und zählt dabei zu den erfolgreichsten Athleten seines Landes. Seit 2000 startet er im Weltcup, wo er bislang 13-mal unter die schnellsten 20 kam, sowie bei Weltmeisterschaften, bei denen er bisher zweimal die Top 20 erreichte.

## Karriere
John Gibson startete 1999 bei der Juniorenweltmeisterschaft in Hüttau, wo er als 30. allerdings nur den vorletzten Platz belegte. Ein Jahr später gab er in Garmisch-Partenkirchen sein Debüt im Weltcup. Das beste Ergebnis seiner ersten Saison war der 21. Platz beim Finale in Fénis, womit er 25. im Gesamtweltcup wurde und damit punktegleich mit Corey Pusey bester der fünf Kanadier war, die in diesem Jahr Weltcuppunkte gewannen. In der Saison 2000/2001 fuhr er mit den Plätzen 19 und 20 in den letzten beiden Rennen in Moskau und Hüttau erstmals unter die schnellsten 20 und erreichte damit im Gesamtweltcup den 19. Platz, der für längere Zeit seine beste Gesamtplatzierung blieb. Wieder war er bester Kanadier im Gesamtklassement. Seit Gibson an Weltcuprennen teilnimmt, startet er auch bei den Weltmeisterschaften. Bei der Weltmeisterschaft 2000 in Olang erzielte er den 38. Platz und ein Jahr später in Stein an der Enns als bester Kanadier den 22. Platz.
In der Saison 2001/2002 nahm die gesamte kanadische Nationalmannschaft nur an den letzten beiden Weltcuprennen in Hüttau und Železniki teil. Gibson erzielte die Plätze 25 und 29 und fiel im Gesamtweltcup aufgrund seiner lediglich zwei Starts auf Rang 38 zurück. Im nächsten Winter nahm er wieder an allen sechs Weltcuprennen teil. Er fuhr fünfmal unter die schnellsten 25, erzielte als bestes Ergebnis einen 20. Platz in Kindberg und wurde auch im Gesamtweltcup 20. Zum ersten Mal seit er im Weltcup startet war er in diesem Jahr nicht bester Kanadier, denn Corey Pusey erreichte den 17. Gesamtrang. Bei der Weltmeisterschaft 2003 in Železniki kam Gibson auf Platz 26. In der Saison 2003/2004 fuhr Gibson in drei Weltcuprennen unter die schnellsten 20, wobei er mit Rang 17 im Saisonfinale in Aurach sein bis dahin bestes Weltcupergebnis erreichte. Im ersten Weltcuprennen das in seinem Heimatland Kanada ausgetragen wurde, erzielte er Platz 19. Im Gesamtweltcup fiel er trotzdem um einen Platz auf Rang 21 zurück. In diesem Winter nahm der Kanadier auch zum einzigen Mal an einer Europameisterschaft teil, erreichte dabei aber nur Platz 33. Wie alle Kanadier bestritt Gibson in der Saison 2004/2005 nur drei Weltcuprennen in Oberperfuss und Latzfons. Mit zwei 20. und einem 21. Platz erzielte er im Gesamtweltcup punktegleich mit dem Russen Pawel Porschnew den 24. Rang und war damit erstmals seit drei Jahren wieder bester Kanadier. Bei der Weltmeisterschaft 2005 in Latsch fuhr er, wie schon bei der letzten WM, auf Platz 26 und war damit erneut hinter Corey Pusey, der jeweils 21. wurde, Zweitbester der kanadischen Mannschaft.
In der Saison 2005/2006 bestritt Gibson vier Weltcuprennen und konnte mit Rang 17 im ersten der beiden Weltcuprennen im kanadischen Grande Prairie sein bis dahin bestes Weltcupergebnis wiederholen. Im Gesamtweltcup war er als 26. erneut bester Kanadier, jedoch zum bis heute letzten Mal. Im Winter 2006/2007 nahm die gesamte kanadische Mannschaft nur am Weltcuprennen in Longiarü teil, wo Gibson den 27. Platz belegte. Einen Monat später fand in Grande Prairie die erste Weltmeisterschaft in Kanada und zugleich die erste außerhalb Europas statt. Nach ausgiebigem Training auf der WM-Strecke erhofften sich die Kanadier gute Resultate und erreichten diese auch. Gibson erzielte im Rennen den 16. Platz und brach damit die alten Rekorde von Wolfgang Schröttner (1992) und Corey Pusey (2003 und 2005), die mit ihren 21. Plätzen die zuvor besten Ergebnisse kanadischer Naturbahnrodler im Einsitzer bei Weltmeisterschaften erzielt hatten. Sein Teamkollege Kaj Johnson war allerdings noch schneller und erreichte Platz elf.
Nachdem Gibson in der Saison 2007/2008 an drei Weltcuprennen teilgenommen hatte, dabei zweimal unter die schnellsten 20 fuhr und im Gesamtklassement 30. wurde, erreichte er im letzten Rennen der Saison 2008/2009 mit Platz 16 in Nowouralsk sein bis heute bestes Weltcupergebnis. In den weiteren vier Weltcuprennen, an denen er teilnahm, war er nie schlechter als 25. und erreichte damit wie schon acht Jahre zuvor den 19. Platz im Gesamtweltcup. Bei der Weltmeisterschaft 2009 in Moos in Passeier war Gibson mit Platz 20 zum ersten Mal der beste Kanadier. Der im Weltcup stärkere Kaj Johnson erreichte nur Platz 25. Gibson startete gemeinsam mit dem Doppelsitzerpaar Kaj Johnson und Greg Jones sowie der für Bosnien und Herzegowina startenden Irma Karišik auch im Mannschaftswettbewerb, wo das Team den neunten und vorletzten Platz erzielte. In der Saison 2009/2010 nahm Gibson nur an den zwei Weltcuprennen in Südtirol teil. Dabei belegte er die Plätze 18 und 24 und wurde 36. im Gesamtweltcup.
In der Saison 2010/2011 nahm Gibson – wie alle Kanadier – nur am vierten Weltcuprennen in Kindberg teil, das er an 22. Position beendete. Anschließend startete er bei der Weltmeisterschaft 2011 in Umhausen, wo er den 21. Platz belegte. In der Saison 2011/2012 bestritt Gibson drei der sechs Weltcuprennen, wobei ein 21. Platz in Deutschnofen sein bestes Resultat war.

## Erfolge

### Weltmeisterschaften
- Olang 2000: 38. Einsitzer
- Stein an der Enns 2001: 22. Einsitzer
- Železniki 2003: 26. Einsitzer
- Latsch 2005: 26. Einsitzer
- Grande Prairie 2007: 16. Einsitzer
- Moos in Passeier 2009: 20. Einsitzer, 9. Mannschaft
- Umhausen 2011: 21. Einsitzer

### Europameisterschaften
- Hüttau 2004: 33. Einsitzer

### Juniorenweltmeisterschaften
- Hüttau 1999: 30. Einsitzer

### Weltcup
- Dreimal unter den besten 20 im Einsitzer-Gesamtweltcup
- 13 Top-20-Platzierungen in Weltcuprennen